# Raúl Andres Muñoz Mardones
Raúl Muñoz (Curicó, 25 de maig de 1975) és un futbolista xilè retirat que ocupava posicions de defensa, i va ser set vegades internacional amb el seu país, tot participant en la Copa Amèrica de 1997. Va militar a equips xilens com el Colo-Colo o el Wanderers. També va actuar a les competicions espanyola i russa.